# بوروودال
بوروودال (به لاتین: Burovdal) یک منطقه مسکونی در جمهوری آذربایجان است که در شهرستان اسماعیل‌لی واقع شده‌است. بوروودال ۲۰۴ نفر جمعیت دارد.